# Regionala resurscentrum för film och video
Regionala resurscentrum för film och video är institutioner för främjande av filmkultur som finns på 19 platser i Sverige. Resurscentrumen inledde sin verksamhet med början i vissa regioner i mitten av 1990-talet och de senaste omkring år 2000. Som huvudman står vanligen landsting eller regionförbund eller motsvarande.

## Regional filmkulturell verksamhet
Verksamheten som främst är inriktad på barn och unga består främst av pedagogiska insatser i skola och på fritiden men även av stöd till biografer och i vissa fall stöd till kort- och dokumentärfilmsproduktion. Ett stort antal kortfilmer som producerats med stöd från regionala resurscentrum har vunnit framgångar på filmfestivaler och filmtävlingar över hela världen. 2010 fick filmen "Micky badar" pris vid Cannes filmfestival. Filmen hade stöd av Film i Västmanland.
Talangutveckling är en viktig del av verksamheten.
Långfilmsstöd ingår vanligtvis inte i uppdraget till skillnad från regionala produktionscentrum som Film i Väst, Film i Skåne, Filmpool Stockholm-Mälardalen samt Filmpool Nord.
Finansieringen består i huvudsak av regionala medel men staten deltar i finansieringen genom det stöd som Svenska Filminstitutet fördelar. Sedan 2006 ingår stödet i statens anslag till filmkultur (10:1 ap 2). Under en period fanns stödet inom filmavtalet.
Resurscentrumen är organiserade i en nationell intresseförening, Regionala filmresurscentrums samarbetsråd.
Innan dessa regionala resurscentra skapades drevs teknikpoolen Filmverkstan av Svenska Filminstitutet och Sveriges Television. Filmverkstan som bedrev sin verksamhet i Stockholm 1973-2001 gav teknikstöd till oetablerade filmare från hela landet.